# Kamence, Rogaška Slatina
Kamence so naselje v Občini Rogaška Slatina.